# Du riechst so gut
Du riechst so gut（德译：你闻起来真棒）是德国著名乐队Rammstein的第一首单曲，并收录于他们的第一张专辑Herzeleid中。据称歌曲是由德国作家帕特里克·聚斯金德的小说香水激发灵感创作的，而香水也是乐队主唱Till Lindemann最喜欢的小说。

## MV
该单曲包含了一部MV，各成员在全白环境下赤膊上身，MV开头是一只杜宾犬穿过荧幕，随后是杜宾犬好奇地看着镜头和非洲菊以及Till Lindemann的简单特写镜头，他带着一幅护目镜该护目镜在Ohne dich的MV中再次出现。

## 1998年版
1998年4月17日，Du riechst so gut作为单曲形式重新发布，名为Du riechst so gut '98，这首歌跟原版的一样除了开头更短以及一个新的MV。

### MV
MV中各乐队成员被描绘成狼人，看上去像白化病人并跟着一个年轻女士前往城堡，感染了她然后逃跑。MV与1998年5月25日发行，当中出现的城堡在波茨坦，MV的灵感来自于电影The Company of Wolves